# باساخيس
بلدية باساخيس (بالإسبانية: Pasajes) هي بلدية تقع في مقاطعة غيبوثكوا التابعة لمنطقة إقليم الباسك شمال إسبانيا.

## الديموغرافيا
بلغ عدد سكان بلدية باساخيس 15.945 نسمة عام 2011 (وفقاً للمعهد الوطني للإحصاء الإسباني).
| 17.300 | 17.056 | 16.337 | 16.116 | 16.091 | 15.990 | 15.945 |

## أعلام
- إسيدرو لانغارا
- خوسيه خواكين فيرير
- باكو رابان
- خافيير جاسينتو